# San Francisco de Becerra
San Francisco de Becerra è un comune dell'Honduras facente parte del dipartimento di Olancho.
Il comune venne istituito nel 1917 con parte del territorio del comune di Juticalpa.